# Lonchoptera vaillanti
Espèce
Lonchoptera vaillanti est une espèce de diptères de la famille des Lonchopteridae.

## Étymologie
Son nom spécifique, vaillanti, lui a été donné en l'honneur de François Vaillant, entomologiste français, en reconnaissance de son importante contribution à l'étude de la famille des Lonchopteridae et d'autres groupes d'insectes aquatiques.

## Publication originale
(de) Peter Zwick, « Lonchoptera vaillanti sp. nov., a new fly from Switzerland (Diptera: Lonchopteridae) », Bulletin de la Société Entomologique Suisse, Société Entomologique Suisse (d), vol. 77,‎ 2004, p. 133-136 (ISSN 0036-7575 et 2297-539X, OCLC 1586648, DOI 10.5169/SEALS-402864, lire en ligne).